# エラ・ディール
エラ・ディール（Ella Diehl、1978年8月5日 - ）は、ロシアの女子バドミントン選手。旧姓はカラチコワ (Karachkova)。沿ヴォルガ連邦管区サマラ州サマーラ出身。
オリンピックには2度、2000年のシドニーオリンピックと2008年の北京オリンピックに出場している。2010年にイングランドのマンチェスターで開催されたヨーロッパバドミントン選手権で女子シングルスの3位になっている。